# بیوکو نورت
بیوکو نورت (به لاتین: Bioko Norte) یک منطقهٔ مسکونی در گینه استوایی است که در Insular Region واقع شده‌است. بیوکو نورت ۷۷۶ کیلومتر مربع مساحت و ۳۰۰٬۳۷۴ نفر جمعیت دارد.